# ルカ・ニジェティッチ
ルカ・ニジェティッチ（クロアチア語: Luka Nižetić、1983年8月12日 -）は、クロアチアのスプリト出身のミュージシャン。
2006年録音のアルバム「Premijera」でデビューした。「Ponekad poželim」（「ときどき僕は求める」の意）と「Proljeće」（「春」の意）で良く知られている。

## 経歴

### 生い立ち
ルカは、父ミロ・ニジェティッチと母タマラの第二子として生まれる。姉のペトラと一緒に、スプリトの一角メルトヤクで育った。両親は、ルカが若年の頃から音楽に対して多大な興味を持っていることに気付く。そのため、両親はルカに逸早く音楽教育を施すべく、彼を修道院に預けることにした。修道女ツェツィリアは、ルカにピアノの演奏を教えた。11歳になると、彼は音楽教授ミショ・リニッチの指導を受けて、歌唱と作曲の知識を習い始める。また、オペラのディーバサニャ・エルツェグ＝ヴレカロは、ルカに歌唱技法を教えた。17歳になる頃には、ルカは初めての自作曲として「Ludi grade」（「狂った街」の意）を作曲した。作曲家ズデンコ・ラニッチは、この楽曲を自身の主催する音楽フェス「MHJ 2001」に加えた。衆目が一致して驚いたのが、この若い歌手が音楽フェスで準優勝し、銀カモメ賞（Silver Seagull）を3つも勝ち取ったことである。

### メジャーデビュー
2004年は、この若手ミュージシャンにとって輝かしい一年となった。彼はメナルト・レコーズとの間に契約書を交わして、ファーストアルバム「Premijera」を発売したのである。同アルバムには、「Ne krivi me」（「僕を責めないで」）、「Tebi pjevam」（「君のために歌おう」）、「Ponekad poželim」（「ときどき僕は求める」）、「Proljeće」（「春」）、「Meni trebaš ti」（「君が必要なんだ」）といったシングル曲5つが収録されている。
ルカにとって二度目となる音楽フェスの出演は、2005年に開催された「HRT Dora」で、彼は自身の楽曲「Proljeće」（「春」）を披露した。同音楽フェスに出演したことで、ルカ・ニジェティッチはクロアチアの音楽シーンにおいて、ミュージシャンとして広く知られるようになった。続いて彼は、新人賞の枠中で「Porin」（グラミー賞のクロアチア版に相当）にノミネートされた。オシエクでの披露が認められたためである。そしてルカは、ラナ・ユルチェビッチとのデュエット曲「Prava ljubav」（「真実の愛」）によって、2006年のクロアチア・ラジオ・フェスティバルでも成功を収めた。この成功により、彼は間もなくクロアチアで最も有名なアーティストの内の一人として仲間入りを果たした。実のところ、「HR Top 20」において、ルカはラナとキス同然のパフォーマンスを見せている。音楽フェス「Split 2006」では「More」（「海」）を披露して、金帆賞（Golden Sail）を受賞した。

## ディスコグラフィー

### アルバム
- Premijera （2005年）
- Slobodno dišem （2007年）
- Na tren i zauvijek （2008年）

### シングル
- Ne krivi me （2004年）
- Tebi pjevam （2004年）
- Ponekad poželim （Splitski festival 参加、2004年）
- Proljeće （HRT Dora 参加、2005年）
- Meni trebaš ti （2005年）
- Prava ljubav  （HRF 参加、2006年） - ラナ・ユルチェビッチとのデュエット
- More （Festival zabavne glazbe Split 参加、2006年）